# Kamni Vrh pri Ambrusu
Kamni Vrh pri Ambrusu – wieś w Słowenii, w gminie Ivančna Gorica. W 2018 roku liczyła 43 mieszkańców.